# Церква Святого Івана Хрестителя (Абовян)
Церква Святого Івана Хрестителя (вірм. Սուրբ Հովհաննես Մկրտիչ Եկեղեցի) — храм Вірменської апостольської церкви в місті Абовян марзу Котайк Вірменії.

## Історія
Зведення церкви Святого Івана Хрестителя за 10 км від Єревану почалося в серпні 2006 року на кошти вірменського бізнесмена, лідера партії «Процвітаюча Вірменія» Гагіка Царукяна. Будівництво храму тривало 7 років, і в травні 2013 року він був освячений. Спеціально до цього дня з музею Ечміадзинського монастиря були привезені частинки мощей Святого Івана Хрестителя. У церемонії взяли участь Католикос всіх вірмен Гарегін II, чинний президент Вірменії Серж Саргсян, його попередник на цій посаді Роберт Кочарян, прем'єр-міністр Вірменії Тигран Саргсян, а також присутній з офіційним візитом президент Білорусі Олександр Лукашенко. 

## Опис
Висота храму становить 50 м. Автором проекту виступив архітектор Артак Гулян, а авторами фресок — батько і син Абраам і Айк Азаряни. Різьбленням по каменю займалися понад 40 майстрів. В них були включені копії зображень з середньовічних вірменських храмів, зокрема храму Святого Хреста, розташованого на острові Ахтамар на озері Ван (нині — територія Туреччини). В ході будівництва були максимально використані традиції вірменського зодчества.

## Галерея

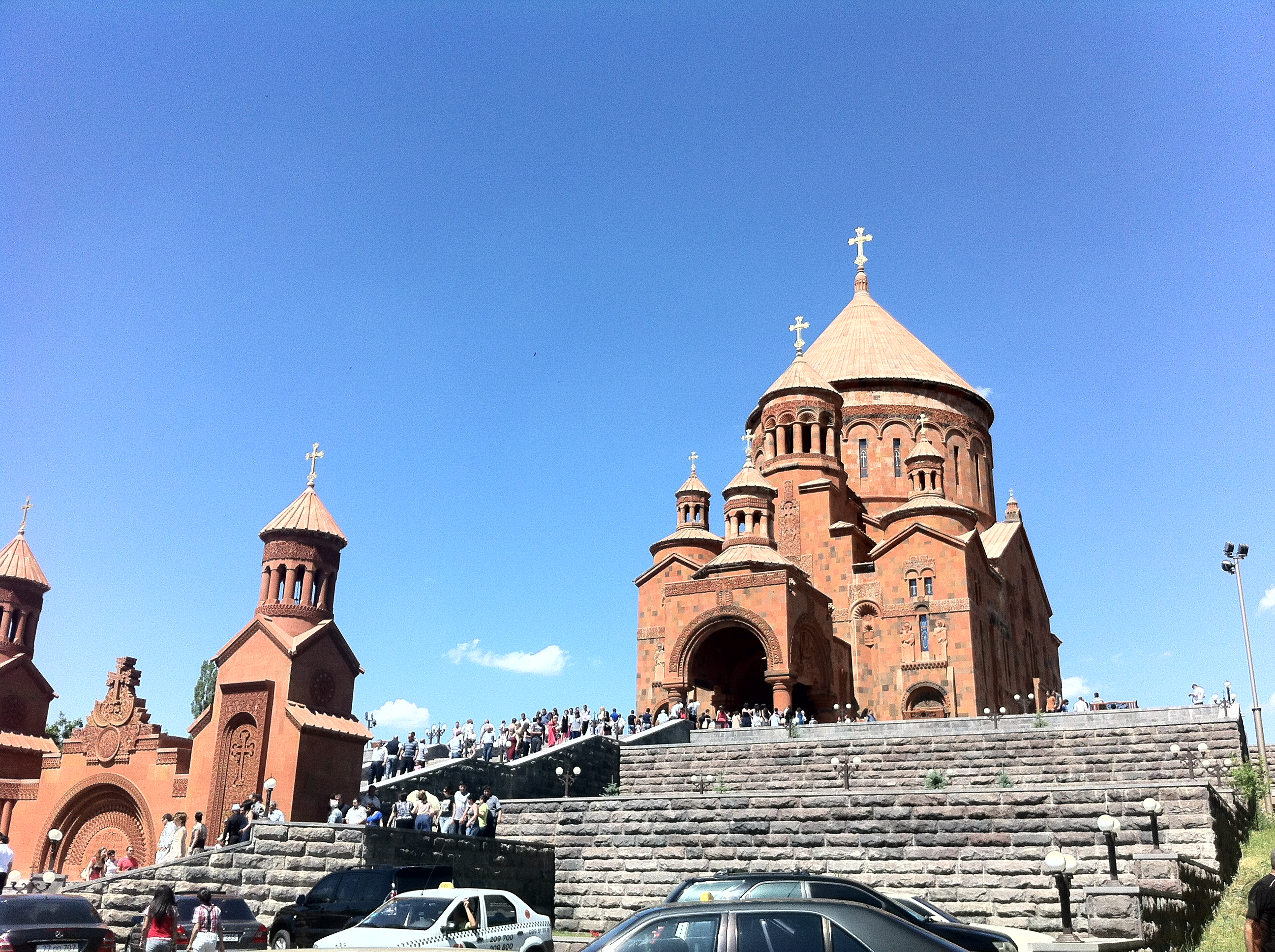
Загальний вигляд
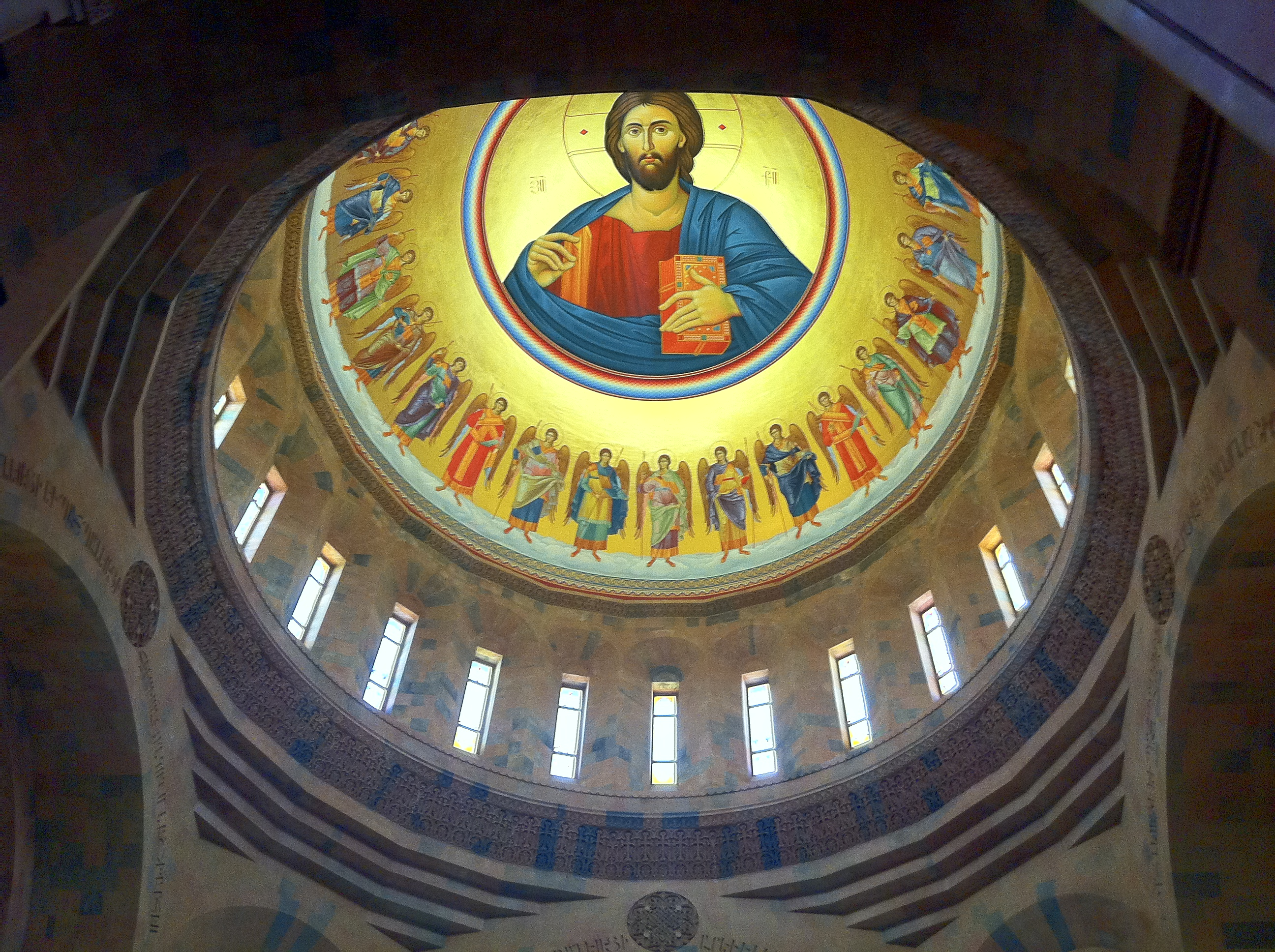
Вид зсередини на центральний купол
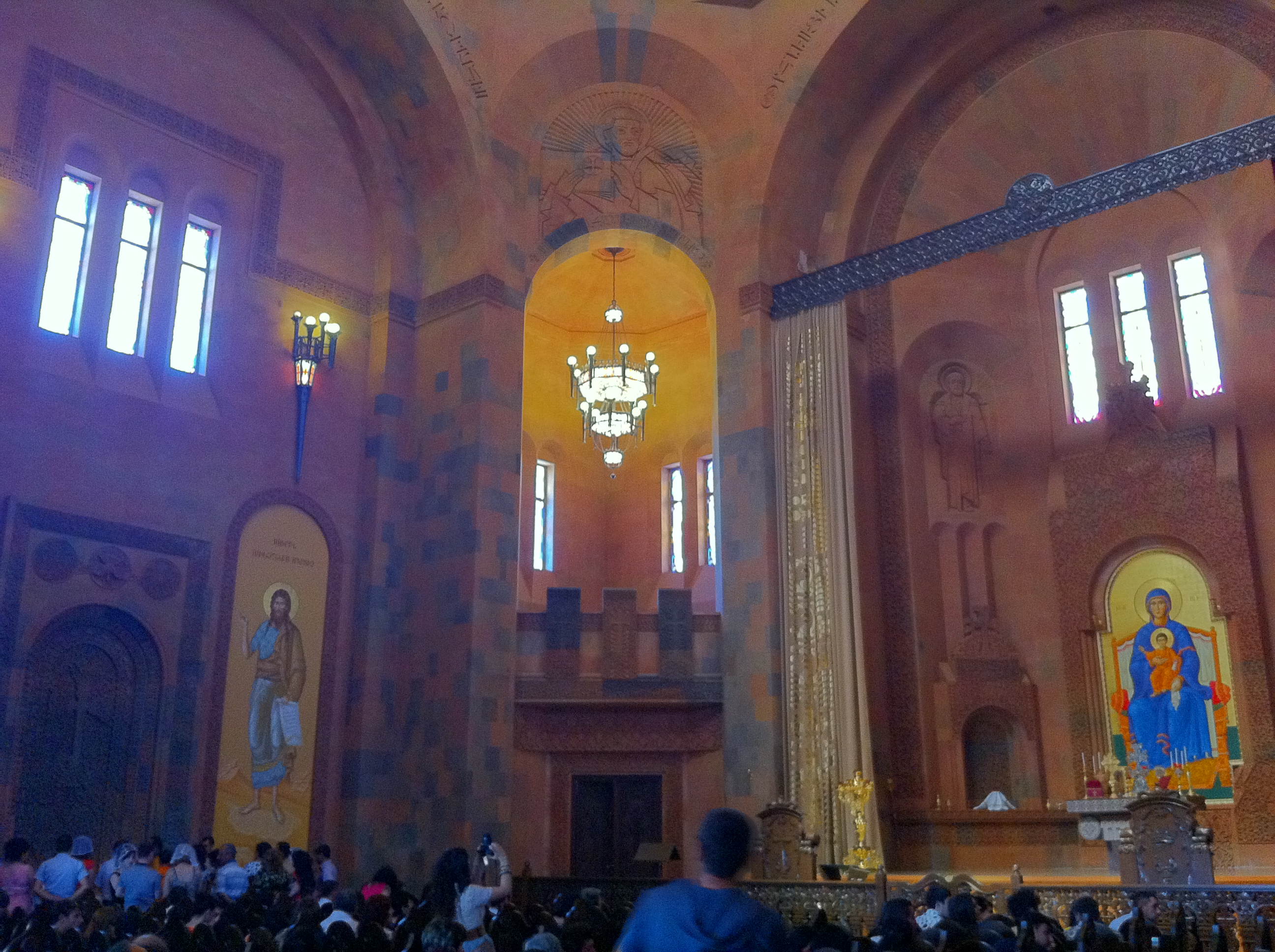
Інтер'єр